# Menhir de Nohra
Le menhir de Nohra (en allemand : menhir von Nohra), connu également sous le nom de « Hunnenstein » (littéralement « Pierre des Huns ») ou « Hünstein », est un mégalithe datant du Néolithique situé près de la commune de Nohra, en Thuringe (Allemagne).

## Situation
Le menhir est situé à Hünstein, un hameau de Nohra, à proximité de la rue Hünstein (Straße Hünstein).

## Description
Il s'agit d'un monolithe en grès du Trias moyen d'environ 1,40 m de hauteur pour une largeur maximale d'environ 1,20 m ; il est enfoncé dans le sol sur 25 cm de profondeur.

## Histoire
Selon une légende locale, un chef de l'armée des « Huns » (en réalité un chef magyar), tué lors de à la bataille de Riade en 933, fut enterré sous la pierre.